# Не!
Не! је трећи студијски албум певачице Романе Панић. Албум је издат је 2004 године за издавачке куће City Records, док је сниман у студијима IQ, Pink SSL, XXL и Sky. Текстове песама су јој написали Звонко Пантовић Чипи, Марина Туцаковић и Драган Брајовић Браја, док су продуценти били Дејан Абдић и Жељко Јоксимовић.

## Списак песама
| №   | Назив              | Трајање |  |
| 1.  | Суђена             | 4:12    |  |
| 2.  | Убједио си ме      | 3:31    |  |
| 3.  | На сузама мојим    | 4:11    |  |
| 4.  | Не вјеруј ми       | 4:16    |  |
| 5.  | Бијели миш         | 4:14    |  |
| 6.  | Метар од мене      | 3:20    |  |
| 7.  | Нека иде живот     | 3:44    |  |
| 8.  | Балада             | 3:31    |  |
| 9.  | Никад и заувијек   | 3:27    |  |
| 10. | Кад ми горе образи | 3:35    |  |
| 11. | Овјерен            |         |  |